# Uppståndelsekatedralen, Tirana
Uppståndelsekatedralen (albanska: Katedralja Ngjallja e Krishtit) är en albansk-ortodox katedral belägen strax söder om Skanderbegtorget i den centrala delen i staden Tirana i Albanien.
Katedralen helgad åt Jesu uppståndelse och är en stor turistattraktion i staden.

## Kyrkobyggnaden
Byggnadskomplexet består av själva katedralen, födelsekapellet och ett klocktorn.
Kupolen har sin högsta punkt 32,2 meter ovanför marken och klocktornet är 46 meter högt. I klocktornet hänger 16 små klockor.

## Bilder

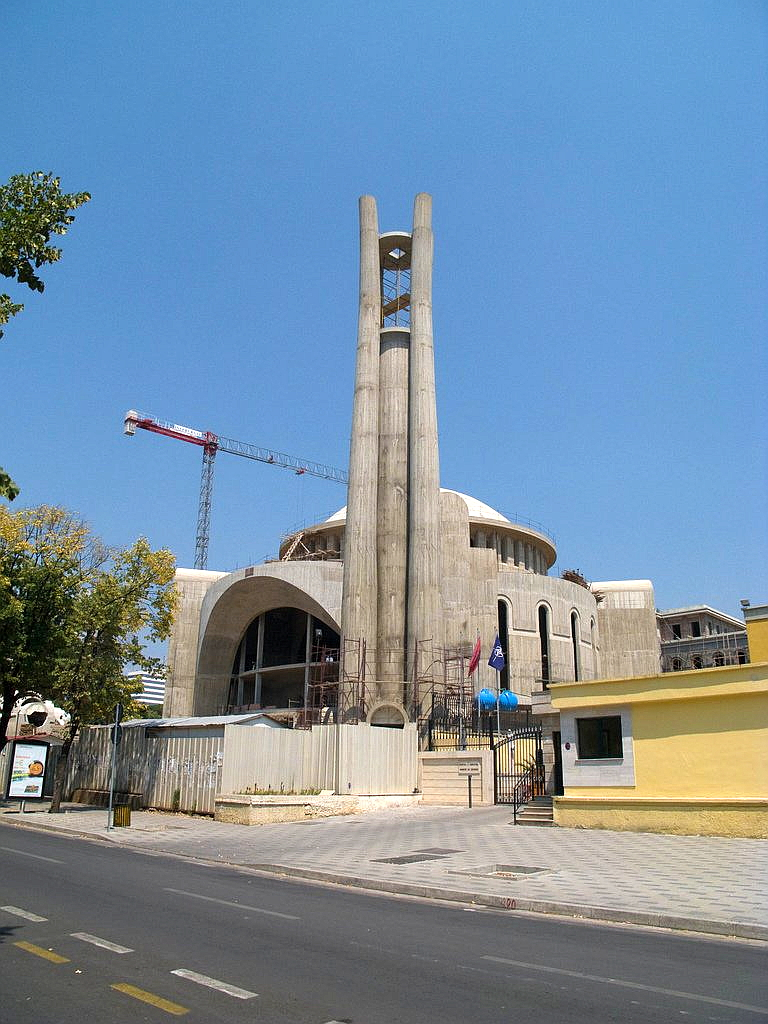
Klockstapeln.
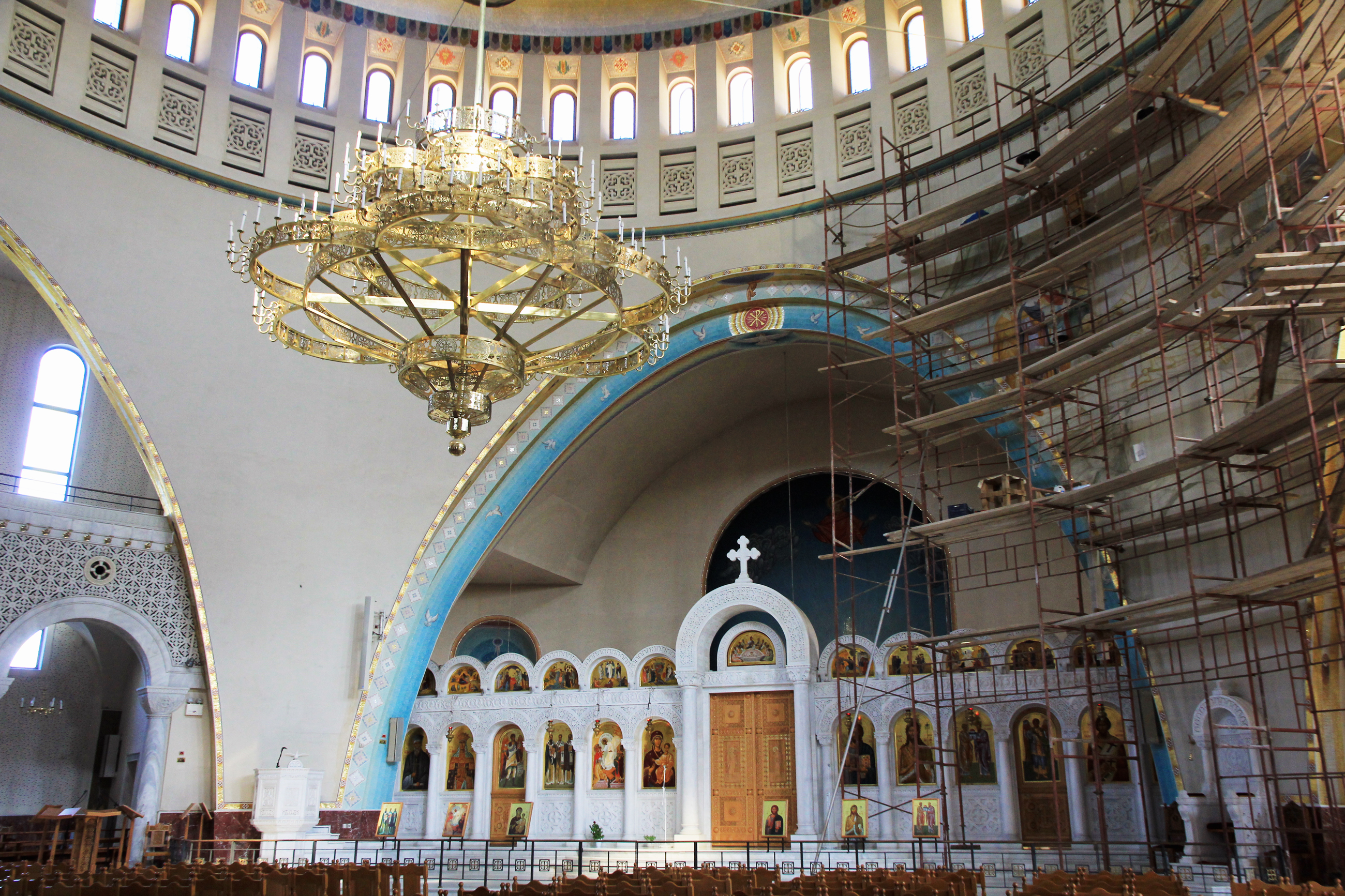
Katedralens Interiör mot ikonostasen.
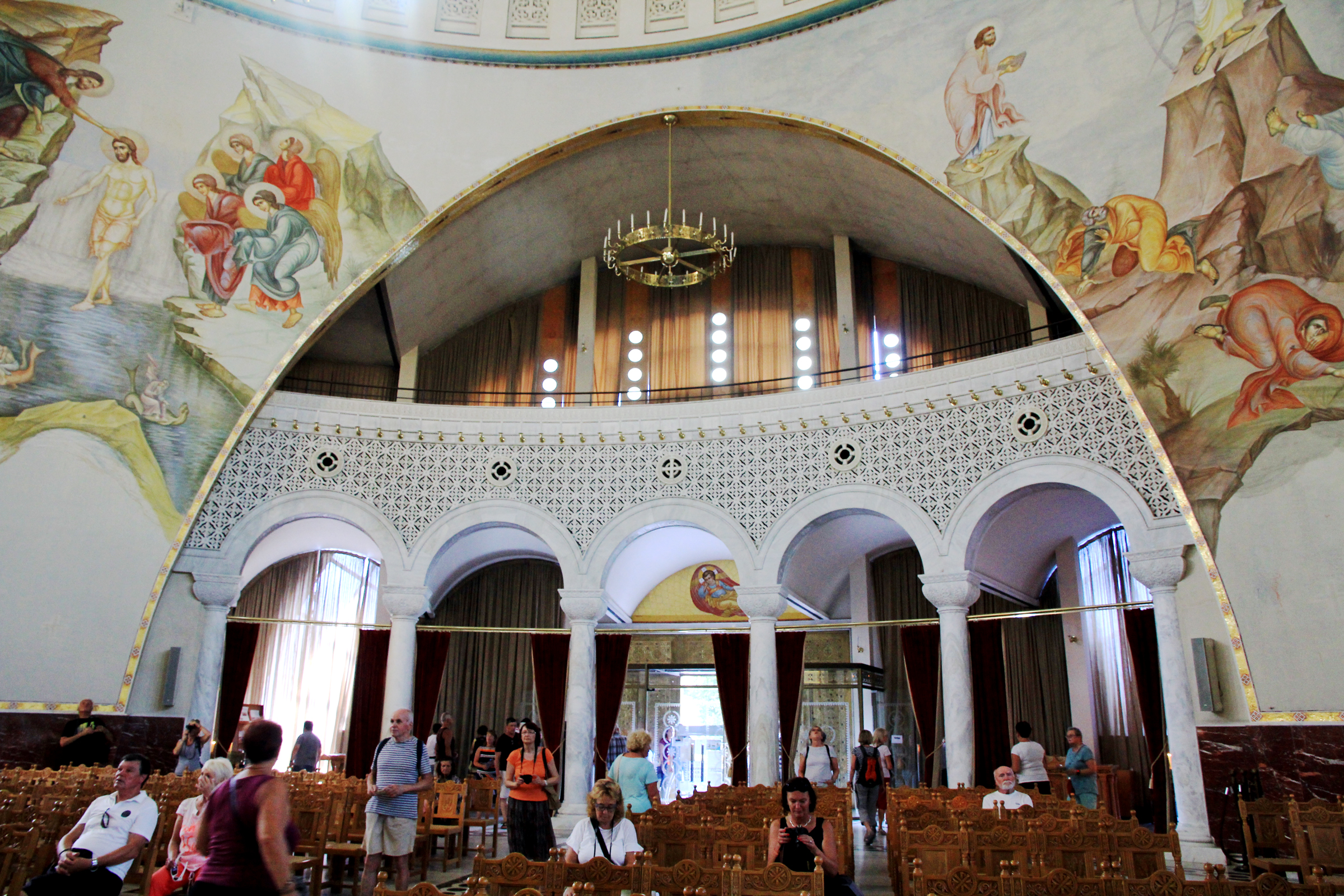
Interiören mot ingången.
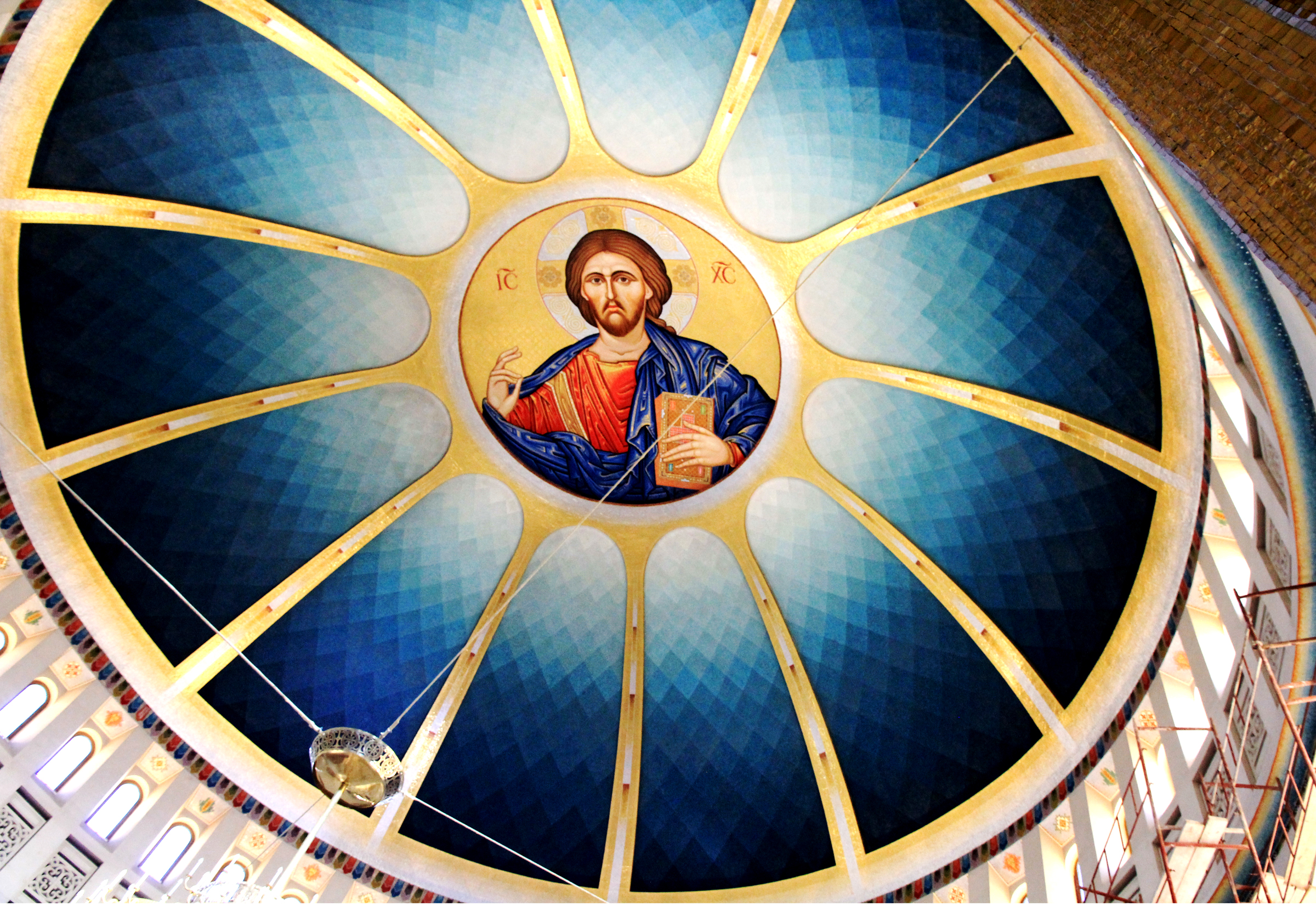
Takmålning föreställande Jesus Kristus.
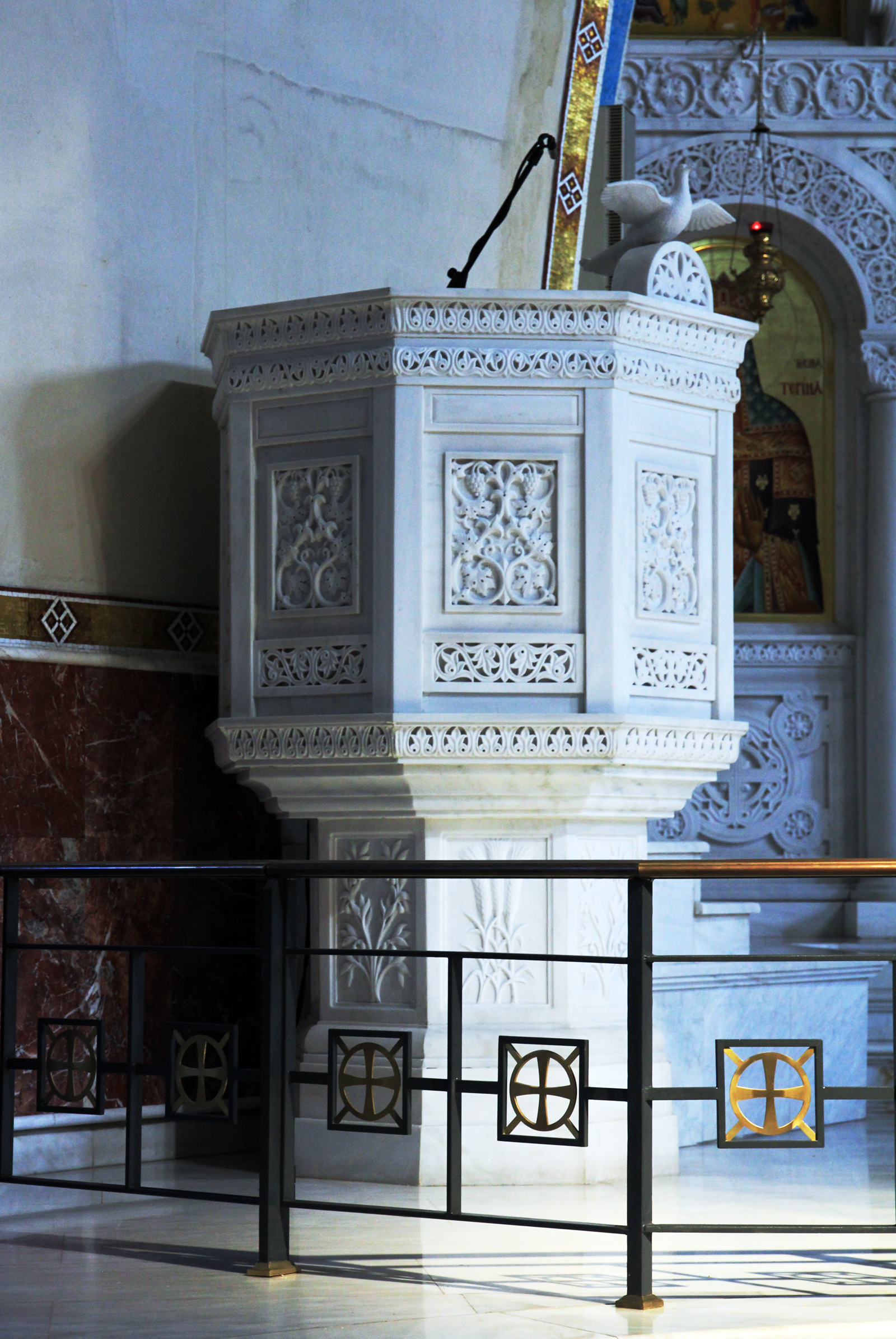
Predikstolen.